# Gabriel Fahrenheit
Daniel Gabriel Fahrenheit (ur. 24 maja 1686 w Gdańsku, zm. 16 września 1736 w Hadze) – niemieckojęzyczny fizyk i inżynier, holenderskiego pochodzenia, urodzony w polskim Gdańsku, zawodowo związany głównie z Niderlandami. Wynalazca termometru rtęciowego i twórca skali temperatur używanej w niektórych krajach anglosaskich.

## Życiorys
Fahrenheit urodził się jako syn kupca Daniela Fahrenheita i jego żony Concordii, z domu Schumann, pochodzącej ze znanego rodu gdańskich przedsiębiorców. Rodzina Fahrenheitów wywodziła się prawdopodobnie z Hildesheim. Dziadek fizyka w 1650 r. przybył do Gdańska z Knipawy – jednego z trzech miast wchodzących w skład Królewca.
Daniel Gabriel był najstarszym z piątki dzieci, które dożyły wieku dorosłego. Po śmierci rodziców w 1701 r. opuścił Gdańsk i przeniósł się do Holandii, a w roku 1717 osiedlił się w Hadze. Od roku 1718 nauczał chemii w Amsterdamie, zaś w 1724 r. został członkiem Towarzystwa Królewskiego w Londynie. Zarobkowo zajmował się wyrabianiem termometrów, barometrów oraz wysokościomierzy. Jako pierwszy zastosował w termometrach rtęć. W 1725 opracował termometryczną skalę Fahrenheita. W 1721 opisał zjawisko przechłodzenia wody. Stwierdził także zależność temperatury wrzenia wody od ciśnienia.

## Upamiętnienie

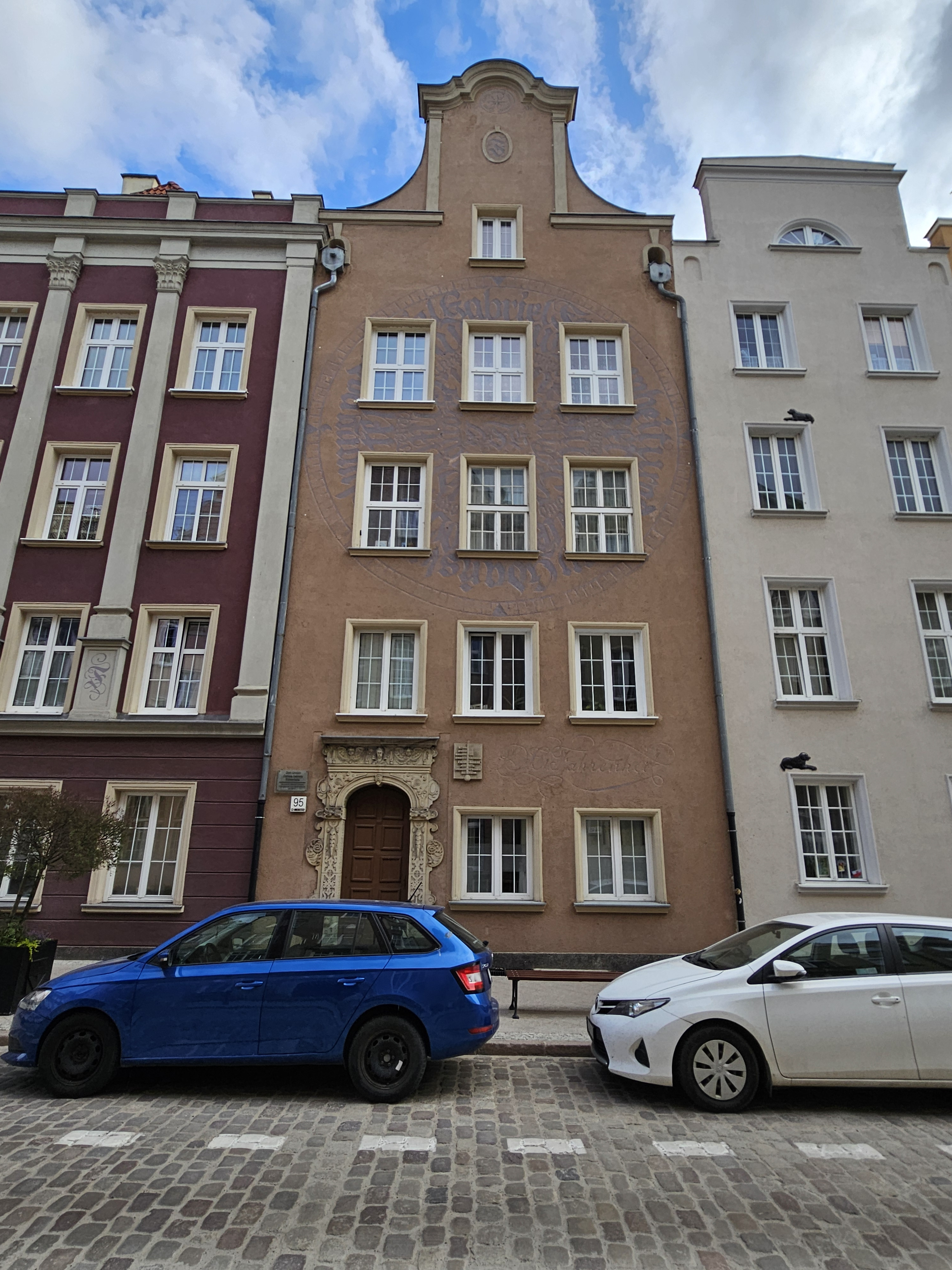
Kamienica Fahrenheita w Gdańsku z lat dzieciństwa

Imię Fahrenheita nosi od lat międzywojennych ulica w Gdańsku-Wrzeszczu, a także tramwaj Pesa Swing 120NaG SWING Gdańskich Autobusów i Tramwajów o numerze bocznym 1015. Senat Politechniki Gdańskiej, chcąc upamiętnić Fahrenheita, nazwał jego imieniem jeden z uczelnianych dziedzińców.
Fahrenheit jest patronem Szkoły Podstawowej nr 88 w Gdańsku-Świbnie.
Na cześć Fahrenheita w 1976 roku nazwano jego imieniem krater księżycowy, wcześniej znany tylko jako Picard X. Krater ten otrzymał oficjalną nazwę "Fahrenheit". Ponadto, na jego honor nazwano również asteroidę 7536, która obecnie jest znana jako "7536 Fahrenheit".
W 2020 roku został powołany Związek Uczelni w Gdańsku im. Daniela Fahrenheita, FarU, który w przyszłości ma zostać przekształcony w federację uczelni. FarU jest związkiem gdańskich uczelni, utworzonym na wspólny wniosek rektorów: Gdańskiego Uniwersytetu Medycznego, Politechniki Gdańskiej oraz Uniwersytetu Gdańskiego.